# Ancienne synagogue de Neuss (1867-1938)

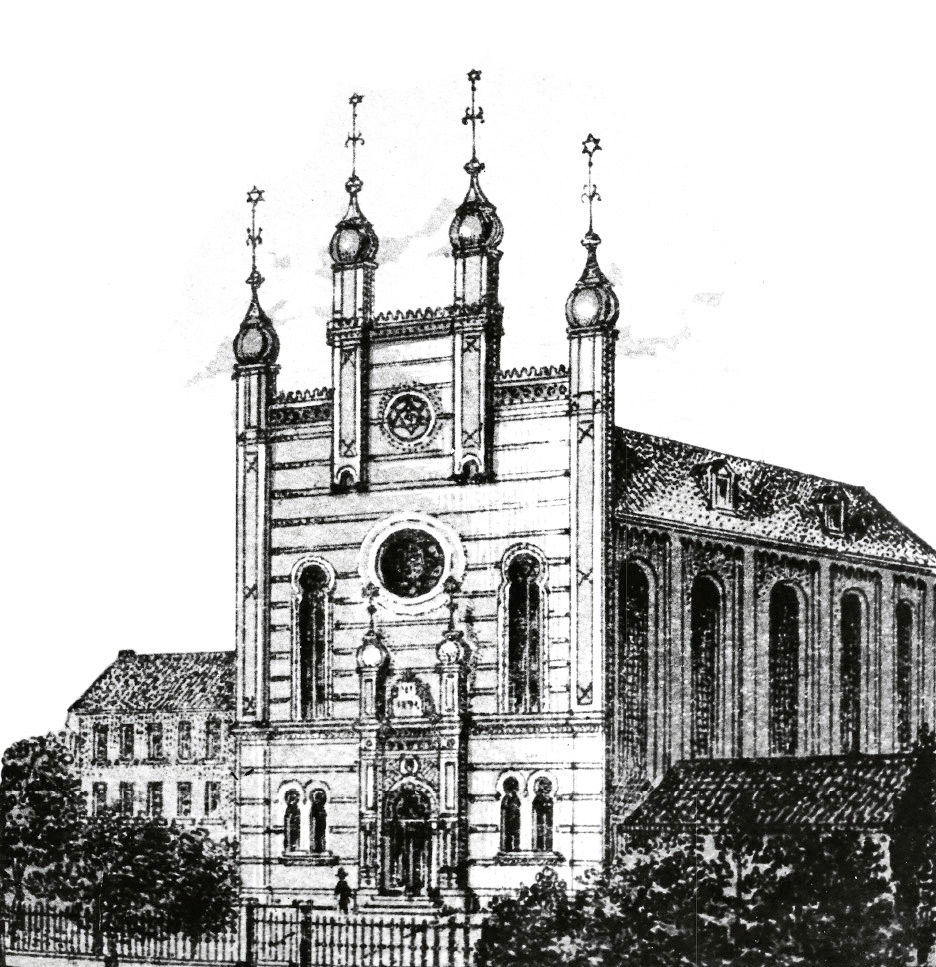
L'ancienne synagogue de Neuss: lithographie vers 1870

L'ancienne synagogue de Neuss, inaugurée en 1867 sur la Promenadenstraße à Neuss, a été incendiée par les nazis lors de la nuit de Cristal comme la majorité des synagogues et lieux de culte juif en Allemagne.
Neuss est une ville allemande situé dans le Land de Rhénanie-du-Nord-Westphalie dans l'arrondissement de Rhin Neuss. Elle occupe la rive gauche du Rhin, à la confluence avec l’Erft vis-à-vis de Düsseldorf et compte actuellement environ 152 000 habitants.

## Histoire de la communauté et de sa synagogue

### Au Moyen Âge
Dès le XIIe siècle, il y existe à Neuss une petite communauté juive et une synagogue. Les Juifs vivent sur le Judensteg, près de la future Hessentor et plus tard dans le Glockhammer, où se trouve également la synagogue. 
Les Juifs sont expulsés de la ville en 1463 avec interdiction d'y retourner. 

### La nouvelle communauté

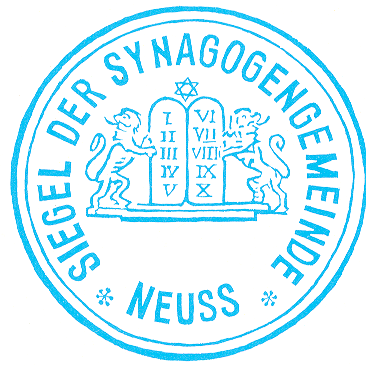

Une nouvelle communauté se reforme à Neuss après l'occupation de Neuss par Napoléon et l'obtention de la liberté religieuse obtenue après les révolutions de 1848. Sa première salle de prière est installée dans une maison privée sur la Neustrasse.
La communauté juive de Neuss est officiellement constituée en 1858. A cette époque, les offices se déroulent encore selon le rite religieux orthodoxe. Ce n’est qu’à la fin du XIXe siècle que les tendances libérales gagnent en influence dans la communauté.

### Construction de la synagogue

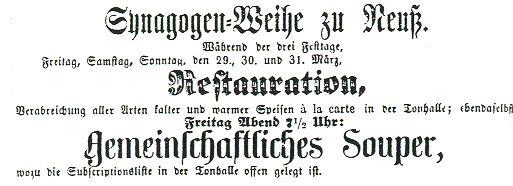
Invitation pour l'inauguration de la synagogue

Le nouveau bâtiment de la synagogue, à la construction duquel la ville a contribué à hauteur de 2 000 thalers a été conçu par l'architecte Friedrich [Weise (1801-1874). Il est inauguré solennellement le 29 mars 1867,. De nombreux dignitaires municipaux participent aux célébrations de consécration de la synagogue, qui ont duré trois jours. Située sur la Promenadenstraße, elle est l’un des premiers bâtiments publics à façonner l’image de la promenade nouvellement créée. Structurellement, le bâtiment est construit dans un style d'inspiration islamique:
« La façade crénelée, en grès rougeâtre et clair, était surmontée de quatre tours en oignon. Une grande fenêtre ronde dominait la partie centrale; de chaque côté de cette fenêtre ronde se trouvaient des fenêtres étroites et hautes... Une étoile de David était visible au-dessus de la grande fenêtre ronde; des étoiles de David en métal doré ornaient également les extrémités des dômes en oignon. Au-dessus du portail se trouvaient une inscription en hébreu et des répliques des Tables de la Loi… »
L’intérieur richement décoré assure la continuité du style oriental. Á la différence de la plupart des synagogues construites à cette époque, celle-ci ne possède pas de galerie réservée pour les femmes: les hommes et les femmes sont séparés dans la disposition des sièges par l'allée centrale. En 1890, la communauté juive de Neuss atteint son nombre le plus élevé de 300 membres.
Pendant 71 ans, la synagogue devient le centre de la vie cultuelle et culturelle de la communauté juive. 

### La période nazie
En 1933, à l'arrivée des nazis au pouvoir, 227 Juifs vivent à Neuss. Au cours des années suivantes ils sont soumis à des persécutions croissantes. Au moins 204 membres ou anciens membres de la communauté juive de Neuss sont déportés et assassinés pendant la Shoah. Seuls quelques-uns ont réussi à fuir en exil.  
La synagogue est incendiée lors de la nuit de Cristal dans la nuit du 9 au 10 novembre 1938 par des membres de la SA de Neuss et de Düsseldorf. Les bidons d'essence ont été livrés par le responsable de la communauté médicale de Neuss. Les pompiers appelés ont ordre de ne protéger uniquement les bâtiments voisins. Aux petites heures du matin, les hommes de la SA pillent et démolissent les quelques magasins juifs restants ainsi que les appartements des concitoyens juifs. Les hommes juifs sont pourchassés dans les rues de la ville, arrêtés et maltraités. Une trentaine d'entre eux sont transférés à la prison judiciaire de Düsseldorf, puis transportés au camp de concentration de Dachau. De nombreux Juifs de Neuss venaient alors de Stadt Hülchrath, ville située à environ 10 km, d'où ils avaient été expulsés quelques mois plus tôt sur ordre du Dr Maurer, directeur de la Rheinische NS-Bauernschule (École nazie d'agriculture rhénane). Ils pensaient qu'ils seraient plus en sécurité à Neuss. En août 1942, selon les statistiques officielles, Neuss est Judenfrei (libre de Juif).

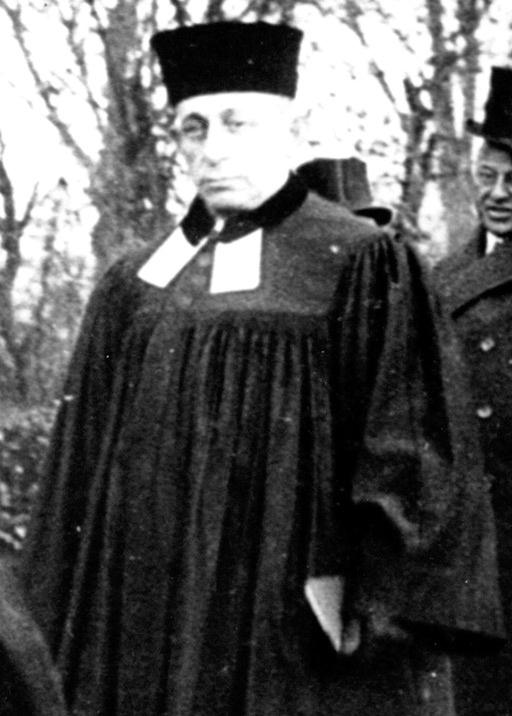
Benno Nussbaum, dernier hazzan de la synagogue

En 1939, le terrain de la synagogue est vendu à la Communauté des sœurs de la Miséricorde. Peu de temps après, le terrain devient propriété de la ville qui envisage d'y construire un bunker de grande hauteur.
Benno Nussbaum (1880-1944), le dernier hazzan de la synagogue est déporté en 1941 et assassiné en mars 1944 au ghetto de Riga. En 2002, la Benno Nussbaum-Platz a été nommée à sa mémoire.

### L'après Seconde Guerre mondiale
Depuis 1953, une plaque commémorative est fixée sur le mur extérieur du bunker de la Seconde Guerre mondiale située dans la Promenadenstrasse, à l'endroit où se trouvait autrefois la synagogue, en mémoire des victimes juives du nazisme habitant à Neuss. Cette plaque est remplacée par une autre en 1989. 
Un mémorial sous la forme d'une pierre de 30 tonnes, travaillé par le sculpteur Ulrich Rückriem, rappelle l'édifice depuis 1995. Sur les trois panneaux en retrait, le mémorial présente à gauche et à droite les noms des victimes juives et au centre une inscription:
« Hier gegenüber stand die 1867 eingeweihte Synagoge der Jüdischen Gemeinde von Neuss.
Am 9.November 1938 wurde sie von SA-Leuten, unter denen auch Bürger dieser Stadt waren, geschändet und niedergebrannt.
Das Vergessenwollen verlängert das Exil, und das Geheimnis der Erlösung heißt Erinnerung
(En face se trouvait la synagogue de la communauté juive de Neuss, inaugurée en 1867.
Le 9 novembre 1938, elle fut profanée et incendiée par des hommes SA, dont des citoyens de cette ville.
Le désir d’oubli prolonge l’exil, et le secret du salut est la mémoire) »
Chaque année, le 9 novembre, une cérémonie de commémoration de la destruction de la synagogue se déroule à cet endroit. Malheureusement, l'inscription et les noms des victimes gravés sur des plaques de granit sont difficilement lisibles !
Le 19 septembre 2021, une nouvelle synagogue est inaugurée à Neuss pour environ 600 personnes de confession juive de la région, dont la plupart sont originaires de l'ancienne Union soviétique,. La communauté juive de Neuss dépend de celle de Düsseldorf.